# تیتو اورتیز
تیتو اورتیز (انگلیسی: Tito Ortiz؛ زادهٔ ۲۳ ژانویهٔ ۱۹۷۵) ورزشکار هنرهای رزمی ترکیبی و سیاست‌مدار اهل ایالات متحده آمریکا است.
از فیلم‌ها یا برنامه‌های تلویزیونی که وی در آن نقش داشته‌است می‌توان به ز گهواره تا گور، مرکز تروما، مشکل سگ و کلاغ: دعای شیطانی اشاره کرد.